# 井駒彩
井駒 彩（いこま あや、3月25日 - ）は、中京地域で活動する女性モデル、タレント。アリス・イン・ワンダーランド所属。

## 人物
中部日本放送の情報番組『えなりかずき!そらナビ』にリポーターとして出演。名古屋テレビ（メ〜テレ）の情報番組『どですか!』のサタデー特派員にも隔週で出演していた。
ひまわりネットワークイメージガール。

## 出演

### テレビ番組
- えなりかずき!そらナビ（中部日本放送） - 「水の恵み」
- どですか! （メ〜テレ） - 「サタデー特派員」
- 金曜ホットかんで!! （岐阜放送）
- ゲンキ!みえ!生き活きリポート（三重テレビ）
- 金曜夜は並モリ（スターキャットチャンネル）

### ラジオ番組
- メガワールドTop Hits 10 （エフエムとよた・エフエム岡崎） - ２代目代パーソナリティ

### CM
- ミニミニ
- 日本メナード化粧品
- 小林製薬
- トヨタレンタリース愛知
- 宇佐美グループ
- 堀田商事